# فوئسنان
فوئسنان (به فرانسوی: Fouesnant) یک کمون در فرانسه است که در canton of Fouesnant واقع شده‌است.

## خصوصیات
فوئسنان ۳۲٫۷۶ کیلومترمربع مساحت و ۹٬۵۵۷ نفر جمعیت دارد.

## خواهرخوانده
شهر میربوش خواهرخواندهٔ فوئسنان هست.